# 王軒 (嘉靖進士)
王軒（1546年—？），字臨卿，號槐亭，直隸保定府清苑縣人，民籍，明朝政治人物。

## 生平
嘉靖四十年（1561年）辛酉科順天府鄉試第二十名舉人。嘉靖四十四年（1565年）中式乙丑科會試第一百五十四名，二甲第五十七名進士。刑部观政，本年十月授六安知州，隆慶元年（1567年）十月升苏州府同知，丁忧。六年八月復除武昌府，丁忧。萬曆五年（1577年）三月復除岳州府，九年二月升南刑部郎中，养病。十二年九月復除南刑部，十六年七月升重庆知府，二十一年升贵州副使、思石兵备。以考察听调，改四川川西道副使。

## 家族
曾祖王讓；祖父王景陞，庠生；父王世官，散官封知州。母賈氏，封宜人。兄王辑、弟王轍、王轼（庠生）。孫王延祹，崇禎癸未進士。